# Lucien Bockstaele
Lucianus (dit Lucien), Theodorus, chevalier Bockstaele, né le 28 octobre 1923 à Bassevelde est un haut fonctionnaire belge.
Il est ingénieur agronome.
Il est directeur honoraire du Provinciaal Onderzoeks- en Voorlichtingscentrum voor Land- en Tuinbouw de la province de Flandre-Occidentale. 

## Distinctions
- Officier de l'ordre de Léopold
- Officier de l'ordre de la Couronne

Il fut élevé au rang de chevalier par SM le roi Albert II de Belgique en 1994.